# Backhaus Giesel
Das Backhaus Giesel steht im Neuhofer Ortsteil Giesel im osthessischen Landkreis Fulda unweit der Kreisstadt Fulda an der Landesstraße 3206, Laurentiusstraße 23 a.
Das Backen hatte früher eine ganz besondere Bedeutung; Brot war das Hauptnahrungsmittel. Nahezu jede Familie, die ausreichend Mehl zur Verfügung hatte, buk ihr eigenes Brot. Der Sauerteig-Brotteig wurde zu Hause zubereitet, zu Laiben geformt und auf Backbrettern zum Backhaus getragen bzw. mit der Schubkarre gefahren. Die Reihenfolge, wer wann backen durfte, wurde durch Auslosung eine Woche vorher bestimmt und auf einer Tafel im Backhaus angeschrieben. Auch der sonntägliche Kuchen wurde hier gebacken, wenn man ihn nicht vom Bäcker backen ließ (Lohnbacken). Bis hinein in die 1960er Jahre waren die Backhäuser noch in regem Gebrauch. Danach legte man sie still, einige verfielen und wurden abgerissen. 
In Giesel wurden beide Backhäuser wegen Straßbaumaßnahmen an ihren ursprünglichen Standorten abgerissen.

## Bildergalerie

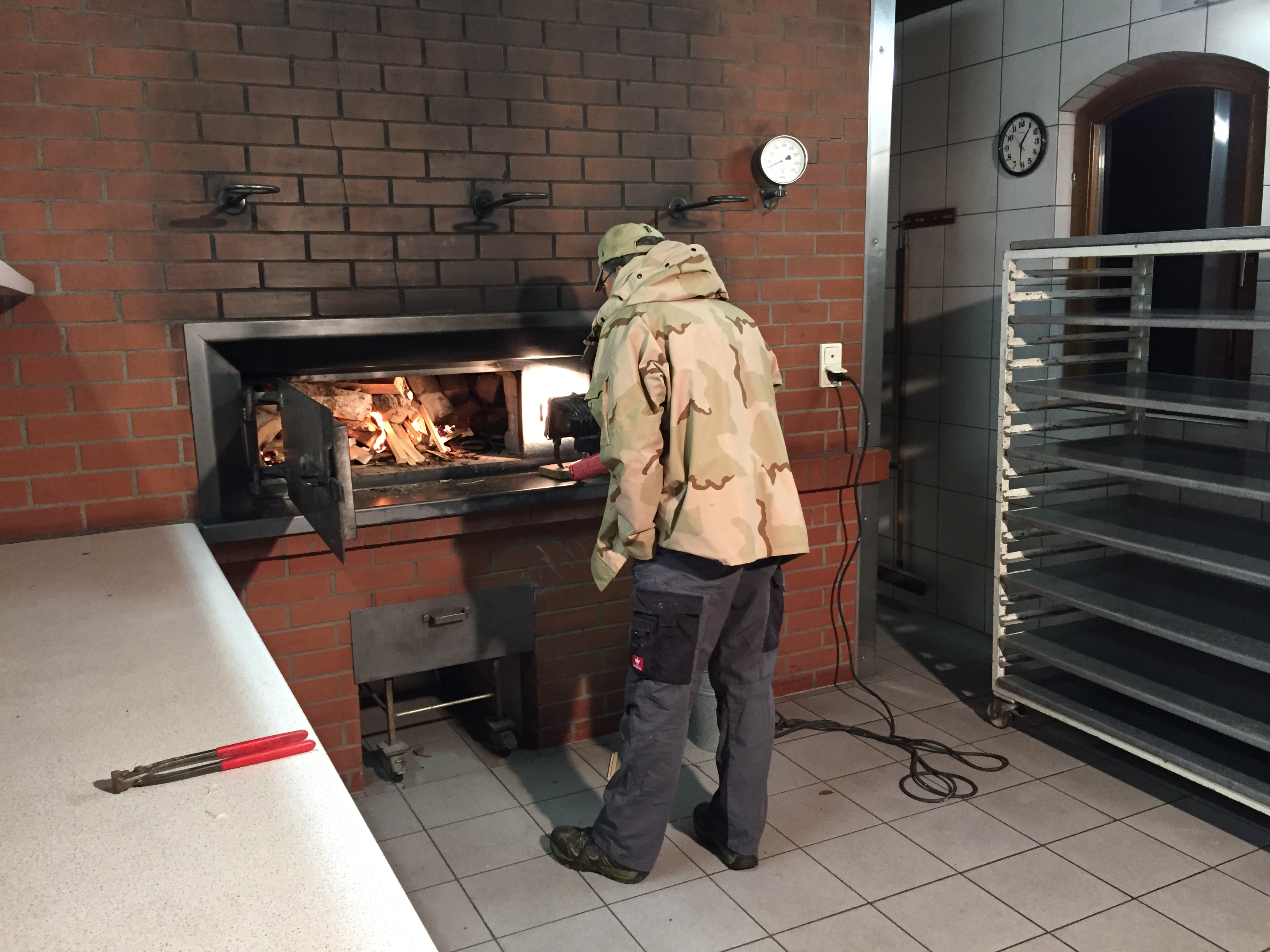
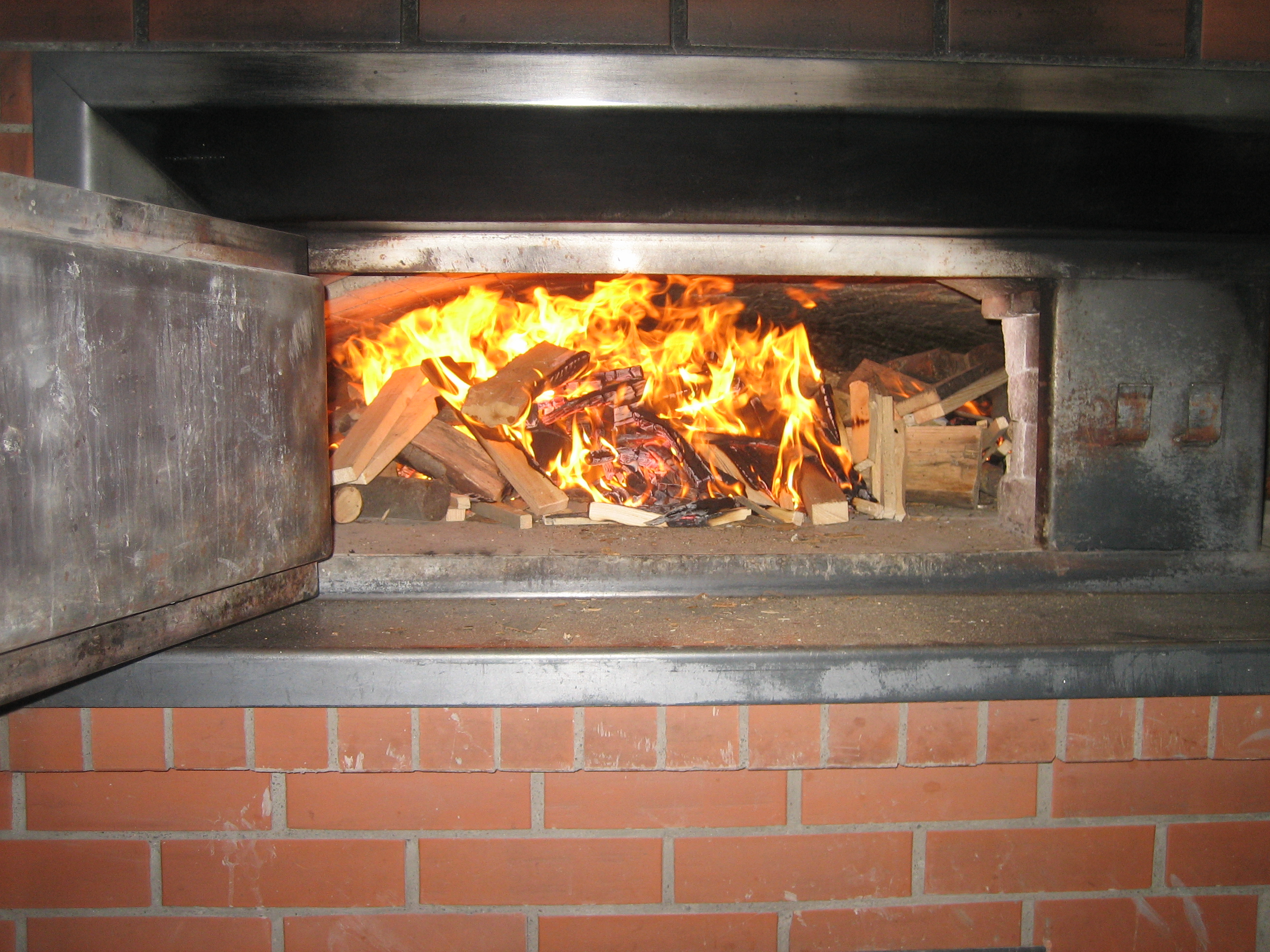
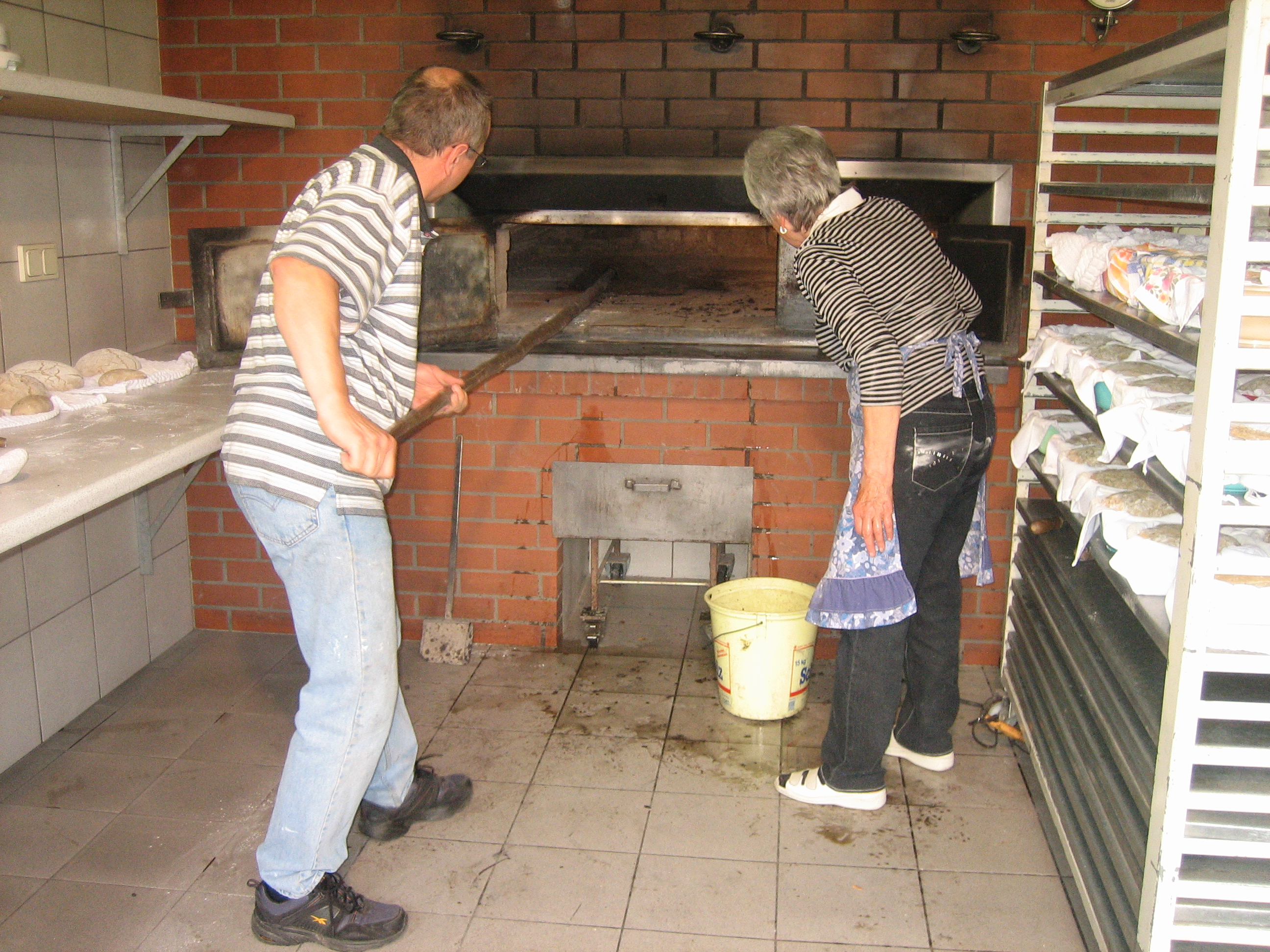
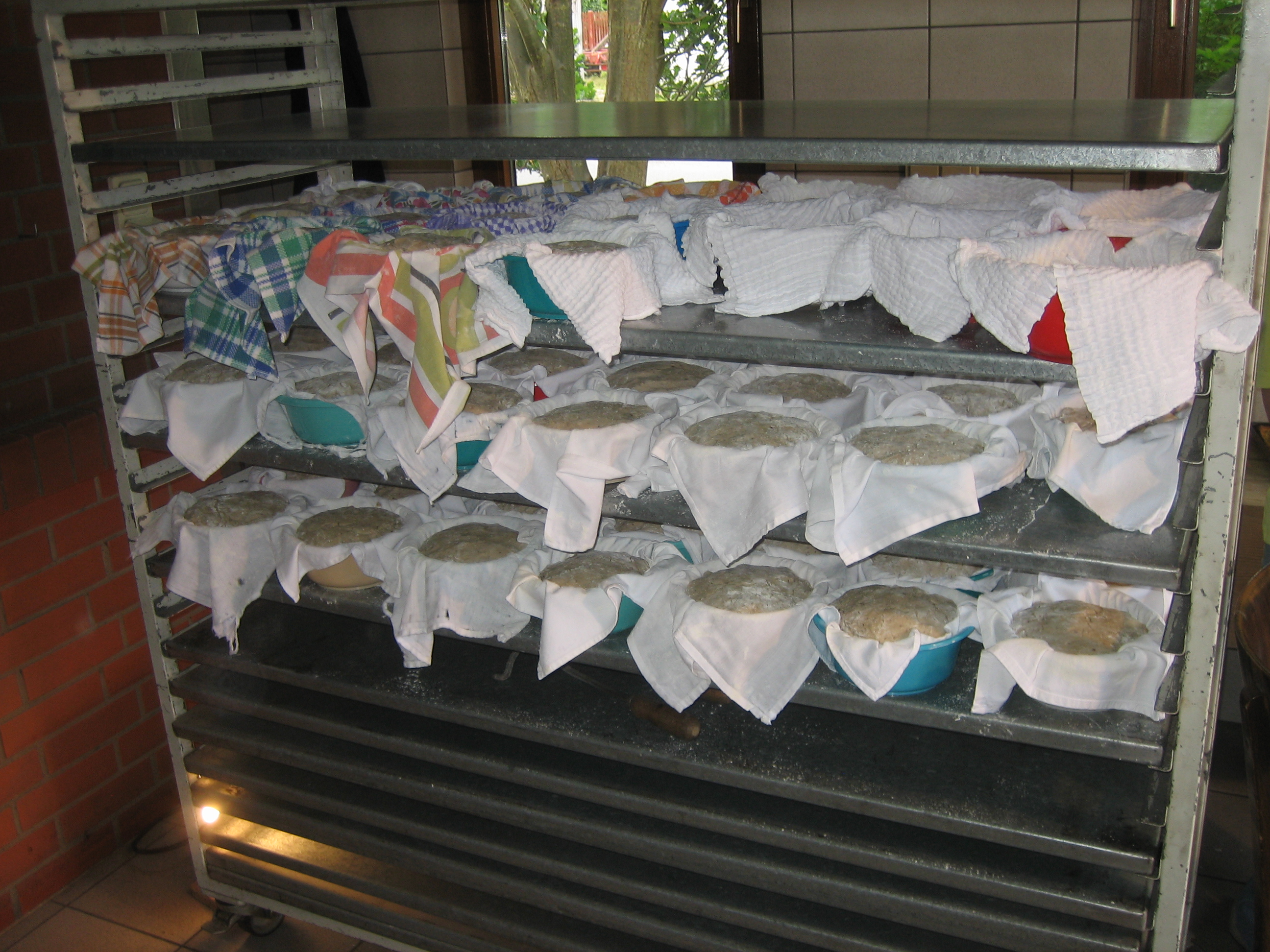
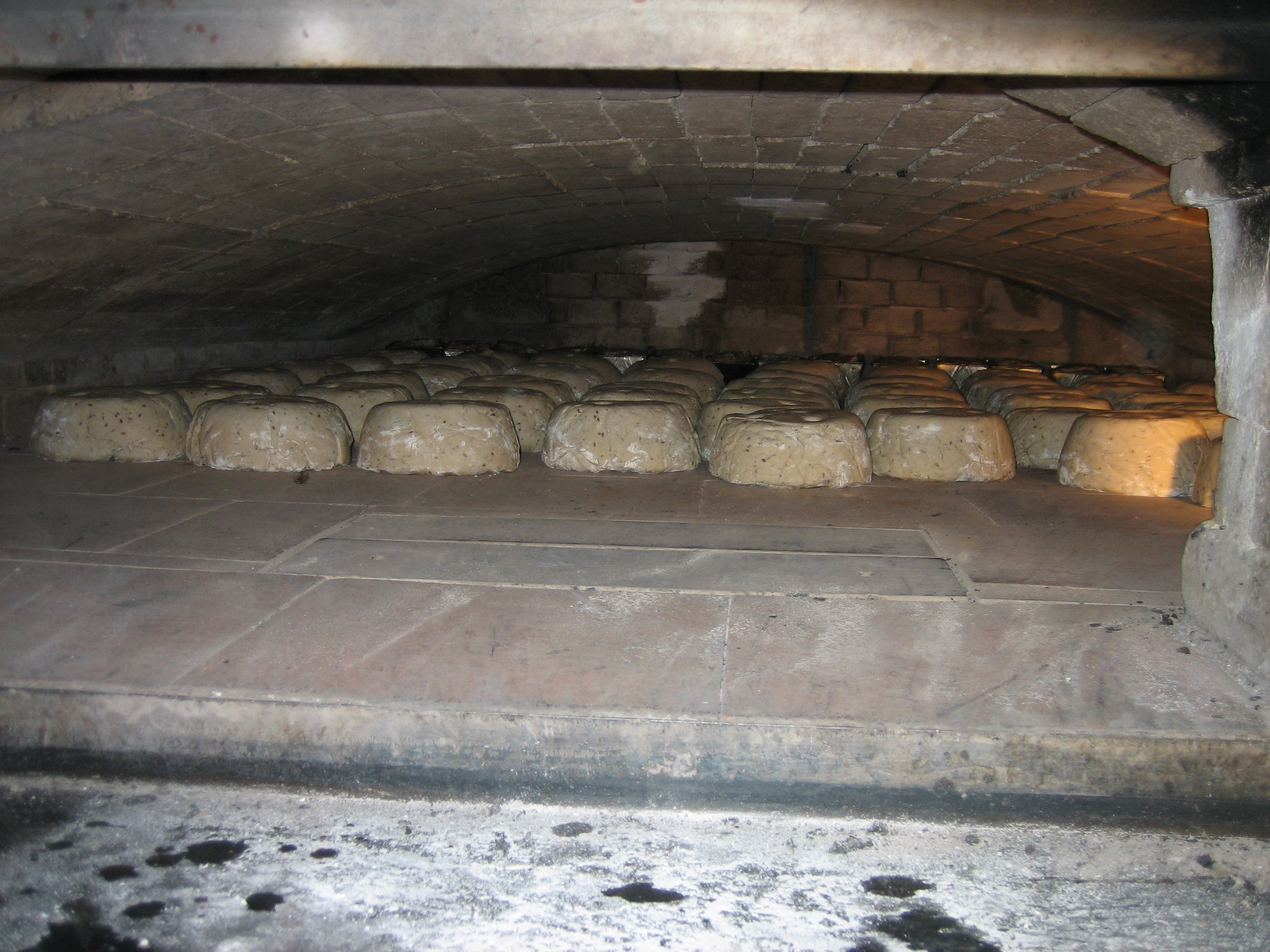
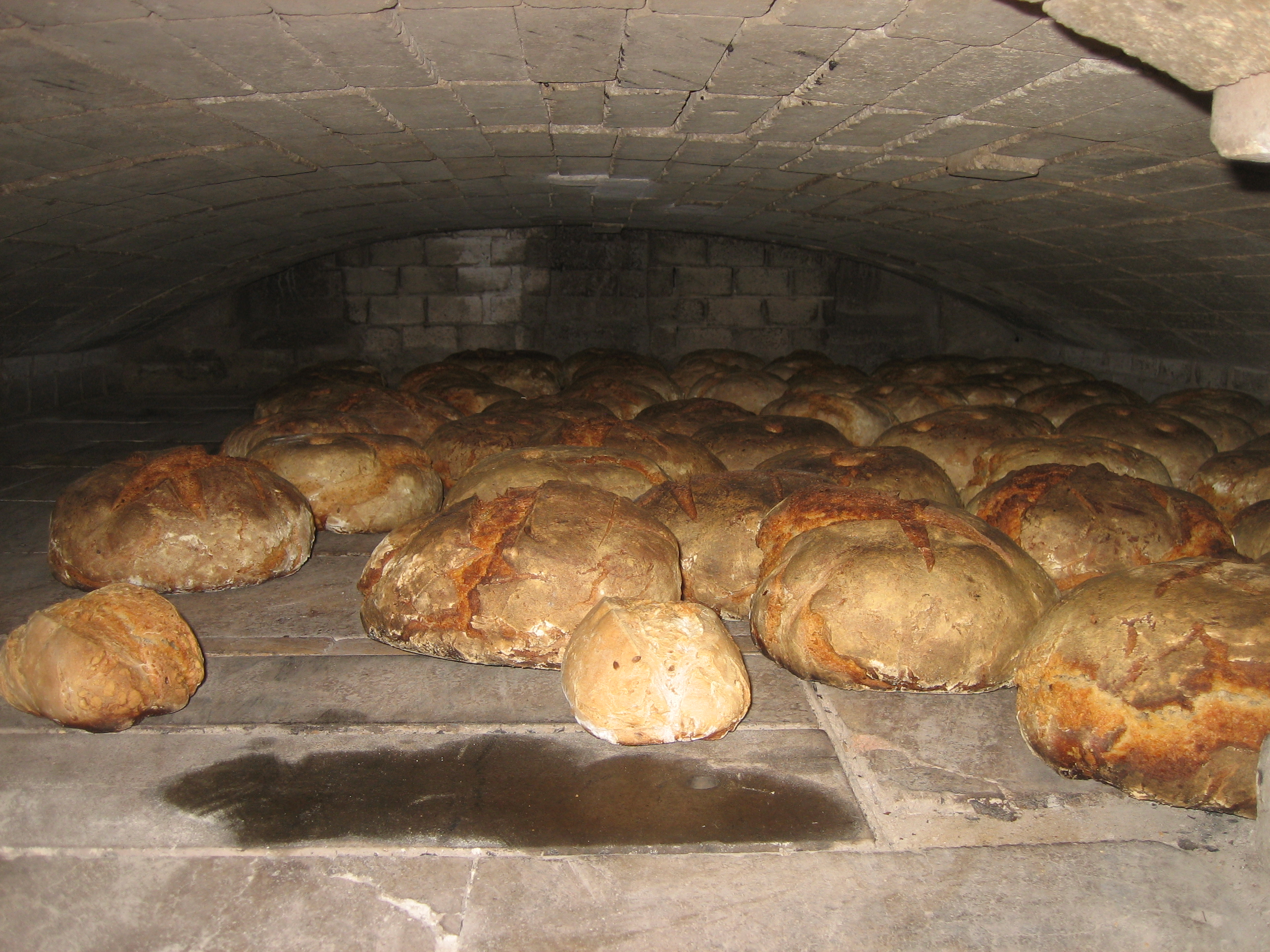
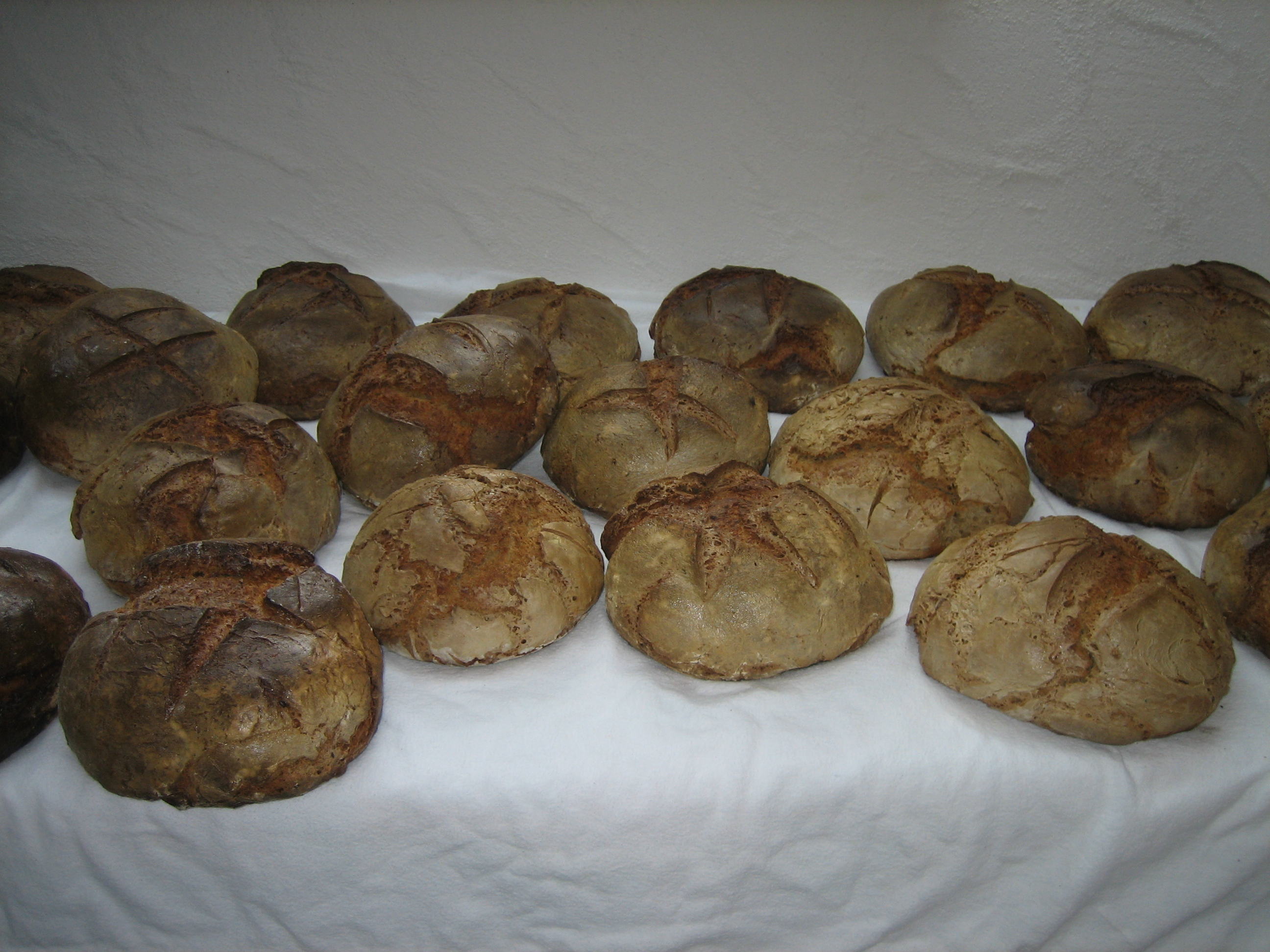
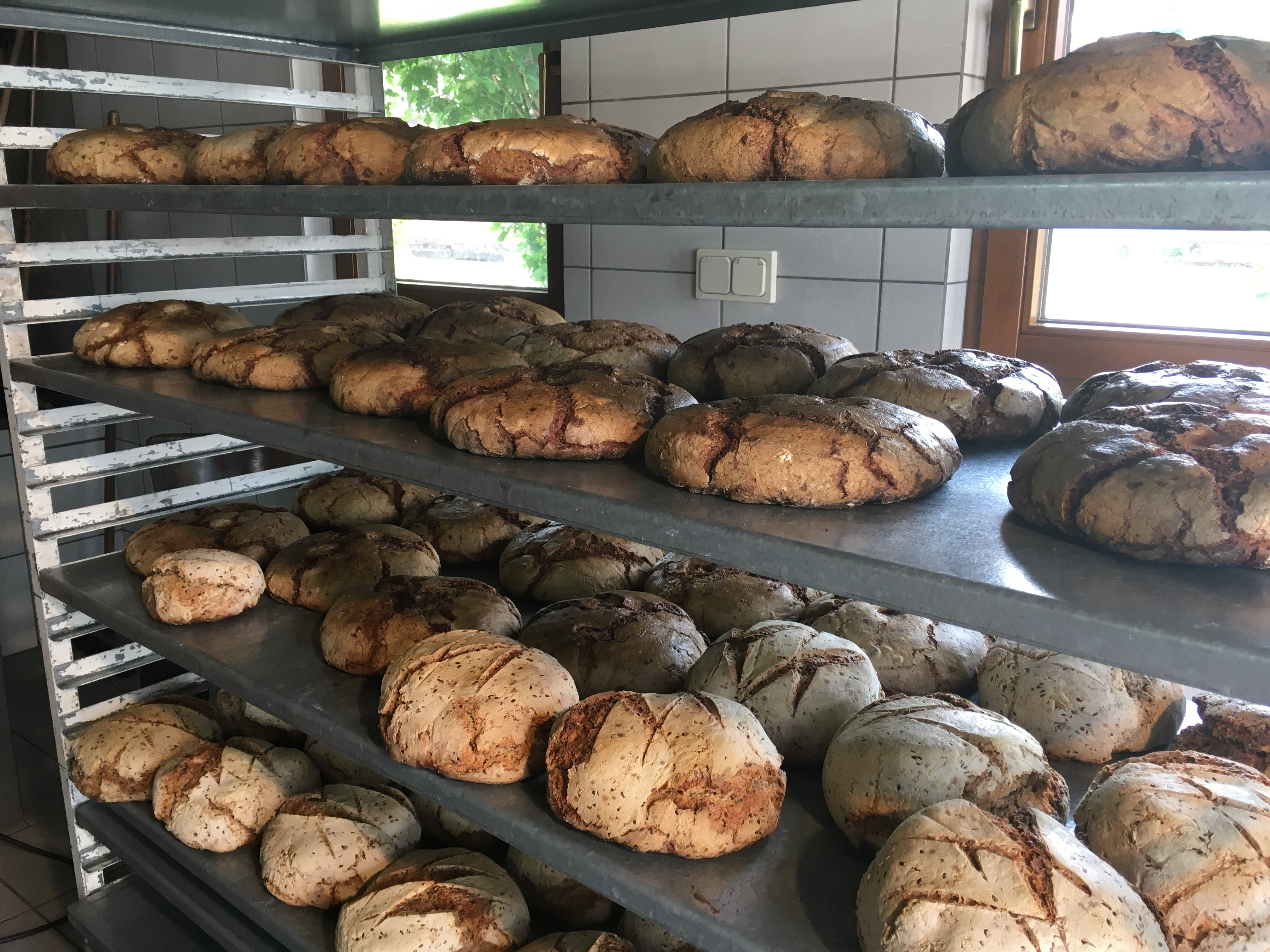

## Geschichte
Ende Dezember 1822, in der Zeit von Wilhelm II. von Hessen-Kassel, wurde durch das kurhessische Ministerium des Inneren in Cassel die Abschaffung der privaten Backöfen der Bürger in den Landgemeinden Kurhessens verfügt und die Bereitstellung von Gemeindebacköfen angeordnet. Dabei sollten für 20 bis 40 Wohnstätten ein Gemeindebackofen gerechnet werden. Daraus ergab  sich das auch für Giesel zwei Gemeindebackhäuser  auf Kosten der Landgemeinden bereitzustellen waren. Es waren dies die Backhäuser für das Oberdorf  bei der Kirche und für das Unterdorf  am Beginn der späteren Sommerbergstraße.
Die Kreisämter der Provinzen hatten bis zum Januar 1824 der Regierung zu berichten ob über die Ausführung der Vorschriften genüge geleistet worden sei. Die Kreisämter hatten  mittels vervielfältigter Steindruckrisse von zweckmäßigen Backöfen den Landgemeinden zur Verfügung stellen. Daraus gingen auch die Backhäuser in Giesel als Gemeinschaftseinrichtungen hervor.
Diese Maßnahme war vom Kurfürst wegen der „Holzersparung und der Verminderung der Feuersgefahr“ erlassen worden.
Die Gemeindebackhäuser in Giesel waren an der Zufahrt zu der um 1895 gebauten Schule und der 1856/59 errichteten alten St. Laurentiuskirche, die 1861 von Bischof Christoph Florentius Kött geweihten Kirche, und ein zweites am Beginn der späteren Sommerbergstraße bei der unteren Schmiede errichtet worden.

## Ehemalige Standorte
An den ehemaligen Standorten der beiden Backhäuser in Giesel im Oberdorf in der Laurentiusstraße und im Unterdorf am Beginn der späteren Sommerbergstraße erinnert baulich nichts mehr.
Standort: Oberdorf
Lediglich am Standort Oberdorf bei der Kirche erinnert heute nur noch die mit einer Linde bepflanzte Pflanzinsel an der Zufahrt zum heutigen Bürgerhaus – Christoph-Kalb-Haus und Kindergarten.
Das Gemeindegrndstück des Backhauses grenzte an das Kirchengrundstück der katholischen Laurentiuskirche. Unmittelbar angrenzend wurde im Jahr 1994 das Kolpingdenkmal von der Kolpingfamilie errichtet.
Standort: Unterdorf
Von der Bebauung des Dorfes Giesel war immer der Talzug des Bachlaufes der Giesel und die vorgegebene Topografie für die Gebäudeerrichtung ausschlaggebend.  Giesel war Mitte des 19. Jahrhunderts um 1858 ein Straßendorf. Auf der Landkarte des Kurfürstentums Hessen ist dies nachvollziehbar. Von Neuhof kommend führte die Straße vorbei am ehemaligen Wasserschloss durch ganz Giesel über den Sommerberg nach Fulda. Sie Straße von Hosenfeld  mündete in diese Straße nach Fulda.
Mit dem Neubau der Landesstraße L 3079 im Jahre 1960, beginnend von der neuen Kreuzung Sturmius-, Laurentius-, Sommerberg- und Hosenfelder Straße bis zu Niederöder Höhe nach Fulda, wurde für den Straßendurchbruch der Sturmiusstraße beim Grundstück Müller Sturmiusstr. 1, das dort stehenden Backhauses Unterdorf abgebrochen.
Mit dem Abbruch des Backhauses konnte eine Art Ortsumgehung durch die Giesel Aue bis zum Ende der Sommerbergtraße beim Hochkreuz am jetzigen Ortseingang von Fulda kommend, ermöglicht werden.

## Ersatzbau
Nach der Gebietsreform 1972 wurde in 1974  unter Bürgermeister Karl Heimüller und Ortsvorsteher Karl Schneider ein kleineres Guss-Schamottestein Gemeindebackhaus als Ersatz an das bestehende Feuerwehrhaus mit Gemeinschaftsgefrieranlage für die Dorfgemeinschaft angebaut. Später erfolgte der Abriss zur Erweiterung des Feuerwehrhauses.
Der Anbau wurde erforderlich da das alte um 1822 errichtete Steinbackhaus in der Laurentiusstraße wegen des Ausbaus und der Verbreiterung der Laurentiusstraße als Landesstraße L3206 in 1978 abgebrochen werden musste. Gleichzeitig erfolgte die Verbesserung der Gieselbachverrohrung vom Kriegerdenkmal bis zur Sturmius Str.

## Neubau
Ein neues Steinbackhaus wurde 1994/95 unter Bürgermeister Martin Hohmann und Ortsvorsteher Karl-Heinz Block und der Bauleitung des Bautechnikers Ewald Schnell aus Giesel sowie unter Mithilfe vieler Bürger in der Laurentiusstraße 23 A neben dem Feuerwehrhaus  errichtet.
14 Familien aus Giesel haben noch regelmäßig im Backhaus gebacken. Diese Tradition sollte unbedingt erhalten bleiben. Baubeginn war am 7. Mai 1994. Mit der Gemeinde war vereinbart worden, dass die Dorfgemeinschaft dieses Gebäude selbst errichtet und auch einen finanziellen Eigenanteil erbringen muss. Von den Kosten in Höhe von 80.000 DM sind von der Gemeinde 59.000 DM übernommen worden.  Den Rest hat die Bürgerschaft durch Brotverkauf und die Aktion „Backsteinverkauf“ eingenommen. Durch das Backhausfest am 20. und 21. Mai 1995 wurde ein ordentlicher Reingewinn erzielt. Der erste Backtag war am 12. Dezember 1994.
Den kirchlichen Segen erhielt das Neue Backhaus durch den Gieseler Pfarrer Bernhard Langner, der zur Einweihung eine Säuleneiche stiftete deren Standort sich im Pflanzstreifen neben dem Backhaus und der Laurentiusstraße befand.

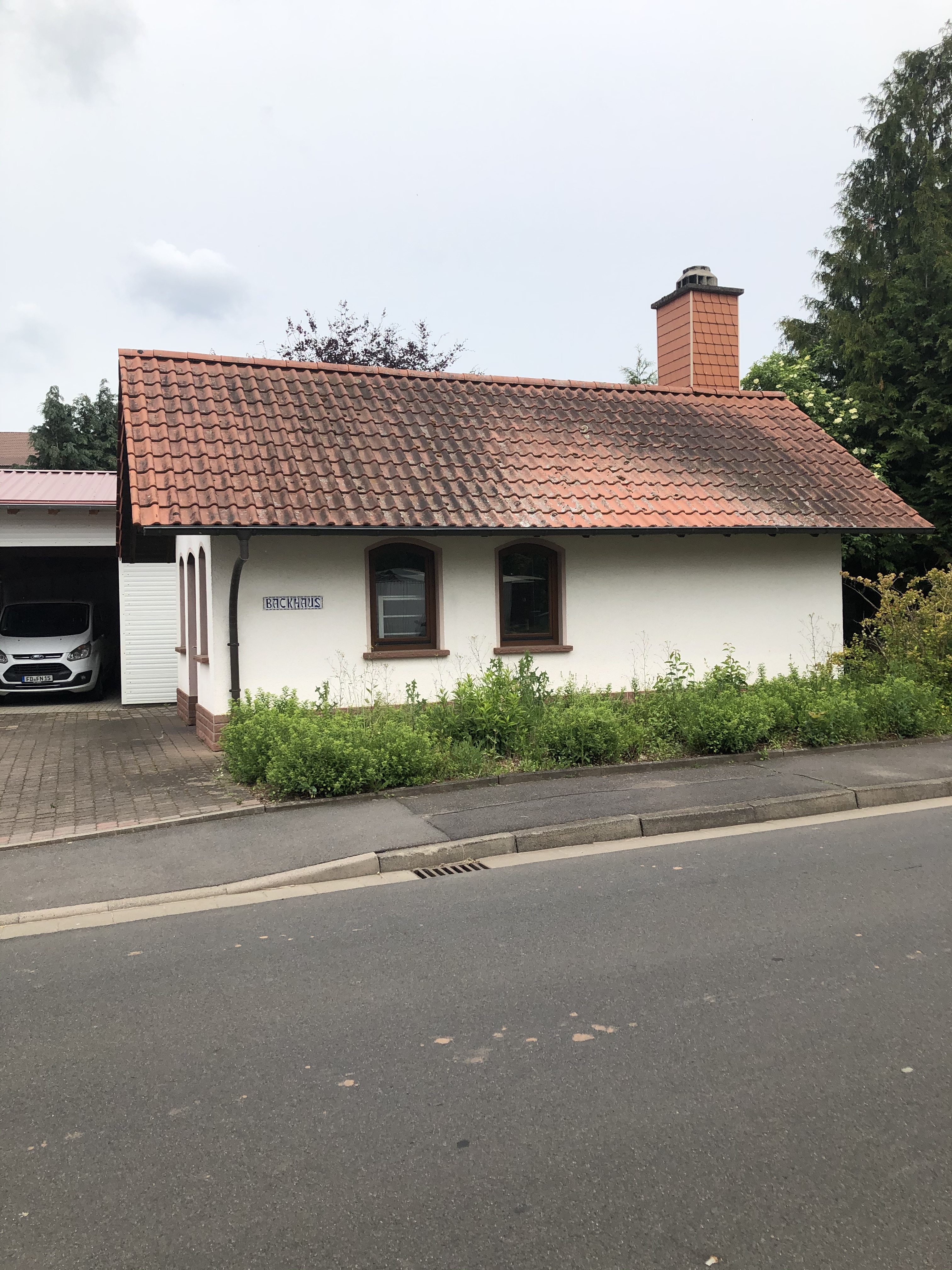
Ansicht nach der Baumfällung von 2019 wegen Wurzelschäden am Gehweg

Im Herbst des Jahres 2019 wurde die Säuleneiche wegen Wurzelschäden am Gehweg gefällt.